# Carcellia orientalis
Carcellia orientalis är en tvåvingeart som först beskrevs av Hiroshi Shima 1968.  Carcellia orientalis ingår i släktet Carcellia och familjen parasitflugor. Inga underarter finns listade i Catalogue of Life.